# Zoe Díaz
Zoe María Díaz (Buenos Aires, 5 de junio de 2006) es una jugadora argentina de hockey sobre césped. Es integrante de la Selección nacional, con la que ganó la medalla de bronce en los Juegos Olímpicos de París 2024, donde se convirtió en la medallista más joven en la historia olímpica argentina.
En 2024, fue elegida mejor jugadora joven del mundo por la Federación Internacional de Hockey.

## Carrera deportiva
En 2023, fue parte fundamental del equipo de Las Leoncitas que se consagró subcampeón en el Mundial Junior disputado en Santiago de Chile.
En los Juegos Olímpicos de París 2024, consiguió ganar la medalla de bronce luego de haber caído en semifinales ante la Selección de Países Bajos y vencido a Bélgica en la tanda de penales 3 a 1 en el partido por el tercer puesto.

## Premios y distinciones
- 2024 - Mejor Jugadora Joven del Mundo de la FIH[6]